# Sophie Winkleman
Sophie Winkleman, insignita dell'appellativo di Lady Frederick Windsor (Londra, 5 agosto 1980) è un'attrice britannica, celebre per aver interpretato Susan adulta in Le cronache di Narnia - Il leone, la strega e l'armadio.

## Biografia
Sorellastra di Claudia Winkleman, nata dalle prime nozze del padre Barry Winkleman con Eve Pollard, mentre la madre di Sophie è l'autrice di libri Cindy Black.
Tra il 2011 e il 2015 prende parte alle stagioni dalla 9 all 12 della serie televisiva Due uomini e mezzo (Two and a Half Men), interpretando la parte del personaggio ricorrente Zoey Pierce, avvocatessa britannica fidanzata del protagonista delle ultime stagioni Walden Schmidt (Ashton Kutcher).

## Vita privata
Sophie è sposata dal 12 settembre 2009 con Lord Frederick Windsor, figlio del Principe Michael di Kent (cugino primo della Regina Elisabetta) e della baronessa Marie Christine von Reibnitz. In seguito alle nozze, la Winkleman ha ottenuto il diritto di fregiarsi dell'appellativo di Lady Frederick Windsor, ma per il momento non lo ha ancora fatto ufficialmente.
La coppia ha due figlie, Maud Elizabeth Daphne Marina, nata nel 2013, e Isabella Alexandra May, nata nel 2016.

## Filmografia parziale

### Attrice

#### Cinema
- Suzie Gold, regia di Ric Cantor (2004)
- Le cronache di Narnia - Il leone, la strega e l'armadio (The Chronicles of Narnia: The Lion, the Witch and the Wardrobe), regia di Andrew Adamson (2005)
- Shattered - Gioco mortale (Shattered), regia di Rick Larkin (2007)
- Seared, regia di James Nicholas Fuller - cortometraggio (2008)
- Love Live Long, regia di Mike Figgis (2008)
- Love Letters, regia di Kate Coggins - cortometraggio (2011)
- What About Dick?, regia di Eric Idle e Aubrey Powell (2012)

#### Televisione
- Ultimate Force – serie TV, 1 episodio (2002)
- White Teeth – miniserie TV, 2 episodi (2002)
- Waking the Dead – serie TV 2 episodi (2002)
- Chasing Alice, regia di Ralph Hemecker – film TV (2003)
- Keen Eddie – serie TV 1 episodio (2003)
- Poirot (Agatha Christie's Poirot) – serie TV, episodio 9x01 (2003)
- AD/BC: A Rock Opera, regia di Richard Ayoade – film TV (2004)
- Lewis – serie TV, 1 episodio (2006)
- Dalziel and Pascoe – serie TV, 2 episodio (2006)
- The Trial Tony Blair, regia di Simon Cellan Jones – film TV (2007)
- The Palace – serie TV, 8 episodi (2008)
- Plus One – serie TV, 1 episodio (2009)
- Kingdom – serie TV, 1 episodio (2009)
- Red Dwarf – serie TV, 2 episodi (2009)
- Robin Hood – serie TV, 1 episodio (2009)
- Peep Show – serie TV, 10 episodi (2005-2010)
- 100 Questions – serie TV, 6 episodi (2010)
- CSI: Miami – serie TV, 1 episodio (2011)
- Lead Balloon – serie TV, 1 episodio (2011)
- Delitti in Paradiso (Death in Paradise) – serie TV, episodio 1x05 (2011)
- Due uomini e mezzo (Two and a Half Men) – serie TV, 18 episodi (2011-2015)
- Titanic – miniserie TV, 4 puntate (2012)
- Hot in Cleveland – serie TV, 1 episodio (2015)
- Trust – serie TV, 6 episodi (2018)
- Il giovane ispettore Morse (Endeavour) – serie TV, episodio 6x02 (2019)
- Sanditon – serie TV, 8 episodi (2019-2023)
- Belgravia: The Next Chapter, regia di John Alexander, Paul Wilmshurst e Marisol Adler – miniserie TV, 8 puntate (2024)

### Doppiatrice
- Phineas e Ferb (Phineas and Ferb) – serie TV, 1 episodio (2011)
- La legge di Milo Murphy (Milo Murphy) – serie TV, 3 episodi (2016-2018)

## Doppiatrici italiane
Nelle versioni in italiano delle opere in cui ha recitato, Sophie Winkleman è stata doppiata da:
- Francesca Fiorentini in Titanic, Belgravia: The Next Chapter
- Ilaria Stagni ne Le cronache di Narnia - Il leone, la strega e l'armadio
- Sabrina Duranti in CSI: Miami
- Alessandra Cassioli in Due uomini e mezzo
- Rossella Izzo in Sanditon